# ヴァルヴェルデ (カターニア県)
ヴァルヴェルデ（イタリア語: Valverde, シチリア語: Bedduvirdi）は、イタリア共和国シチリア州カターニア県にある、人口約7,900人の基礎自治体（コムーネ）。

## 地理

### 位置・広がり

#### 隣接コムーネ
隣接するコムーネは以下の通り。
- アーチ・ボナッコルシ
- アーチ・カステッロ
- アーチ・カテーナ
- アーチ・サンタントーニオ
- サン・ジョヴァンニ・ラ・プンタ
- サン・グレゴーリオ・ディ・カターニア